# Abbigliamento nell'antica Grecia
L'abbigliamento dell'antica Grecia era generalmente di carattere molto semplice, spesso costituito da un unico rettangolo di stoffa, non cucito, ma drappeggiato intorno al corpo, con stili pressoché identici sia nell'abbigliamento maschile che in quello femminile. L'unico capo a fare parte unicamente del guardaroba femminile era il peplo. Tale moda rimase praticamente invariata nel corso degli anni, in cui cambiarono soltanto i tessuti ed i materiali utilizzati ed il modo in cui essi venivano indossati, a seconda del quale era possibile distinguere il diverso ceto sociale dell'indossatore.

## Abbigliamento maschile

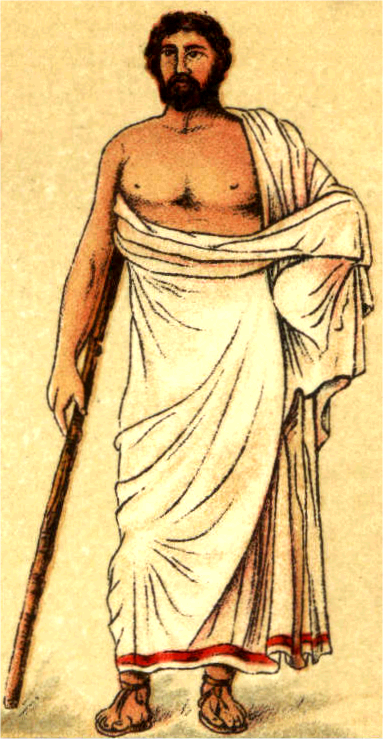
L'himation indossato da solo

L'abito nazionale degli uomini greci era
il chitone, lunga tunica, cucita su un lato e fermata sulle spalle da fibule, o da una cucitura, e molto simile al suo corrispettivo femminile. Nel corso degli anni il chitone fu relegato ad abito per le circostanze formali e le cerimonie solenni, e sostituito a partire dal V secolo dal più pratico chitoniskos, lungo fino alle ginocchia e fermato in vita da una cintura. Gli uomini liberi lo indossavano fissato su entrambe le spalle, e spesso con l'illusione di due piccole maniche. Gli schiavi invece ne indossavano una versione meno pregiata, e fissata su una sola spalla, in modo da riconoscere la loro condizione e permettere loro maggiore comodità nel lavoro. La versione destinata ai bambini invece era lasciata libera senza cintura, così come quella indossata dai soldati al di sotto delle corazze. Materiale maggiormente diffuso era la lana, e soltanto in rare occasioni il lino.
L'himation era il mantello utilizzato tanto dagli uomini quanto dalle donne, indossato al di sopra della tunica, semplicemente appoggiato sulla spalla e fatto ricadere sul fianco. Poteva eventualmente anche essere ripiegato a quadrata ed appoggiato sulla spalla, oppure portato appoggiato da una spalla all'altra, privo di cuciture o spille. In ogni caso, i modi in cui l'himation poteva essere drappeggiato erano innumerevoli, e spesso indicativi della posizione sociale e della professione di chi lo indossava. Il tribonio di provenienza spartana era un mantello più ruvido e più grezzo, che lasciava scoperte le gambe, e fu adottato come divisa distintiva dei filosofi.
La clamide (o anche claina) era un corto mantello di lana infeltrito, di utilizzo prettamente militare, che veniva fissato sulle spalle o sul dorso da una fibula. L'utilizzo della clamide si diffuse anche fra i Romani e i goti e rimase in uso sino al 300 d.C. La clamide era il simbolo del comando fra i generali dell'esercito, ed era il simbolo del passaggio nell'età adulta per gli adolescenti che lo ricevevano in dono.

## Abbigliamento femminile

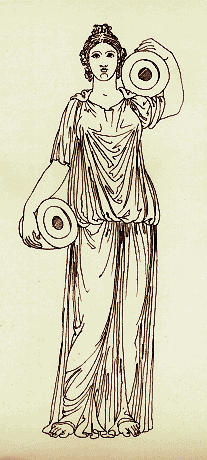
Illustrazione del peplo ionico.

Non esistevano grandi differenze fra l'abbigliamento maschile e quello femminile. Le aristocratiche greche infatti usavano indossare una tunica lunga fino alla caviglia con spacco laterale e spesso con strascico. il seno era sorretto da una larga fascia, che aveva anche la funzione di nascondere l'apertura del vestito. A completare l'abito vi era un giacchetto senza maniche (tipo bolero), più lungo sui fianchi ed uno scialle, chiamato krédemnon. Un triangolo di tessuto leggero veniva appoggiato sulla testa, ricadente sulle spalle, con mera funzione ornamentale, e a cui spesso poteva essere abbinato il pòlos, ornamento di origini orientali, spesso raffigurato nell'abbigliamento delle Dee o delle donne di culto.
Abito nazionale delle donne greche era invece il peplo, rettangolo di stoffa (generalmente lana) che veniva drappeggiato intorno al corpo sino a formare una sorta di tunica, che lasciava le braccia scoperte, e veniva fermato in vita da una sorta di cintura. Comunemente il peplo veniva rimboccato al di sopra della cintura, creando un effetto simile a quello di una moderna blusa. I colori più diffusi di tale abito erano quelli naturali come il bianco o lo zafferano.
Il peplo ionico era costituito da due teli rettangolari sovrapposti e cuciti insieme sui lati. L'abito veniva fermato in vita da un cordone o una cintura, e fissato sulle spalle, inizialmente da  fibule, ed in seguito da vere e proprie cuciture. Dal peplo ionico era possibile, tramite spille appuntate nella parte superiore dell'abito, ricavare anche delle maniche, ed era generalmente lungo sino ai piedi, a differenza del peplo dorico, che invece poteva essere anche più corto. Il peplo era sempre vestito insieme all'himation.
L'himation era un mantello comune ad entrambi i sessi, al punto che lo stesso mantello poteva essere indossato indifferentemente dalla moglie o dal marito. Col tempo l'himation femminile assunse qualche differenza, ottenuta da qualche maggiore decorazione, o con bordi frangiati. L'himation poteva essere indossato attraverso la testa, oppure facendolo passare da sotto l'ascella alla spalla opposta. Il diplax ed il chlamidon erano delle versioni dell'himation, di dimensioni più ridotte, in uso nelle stagioni più calde.

## Calzature

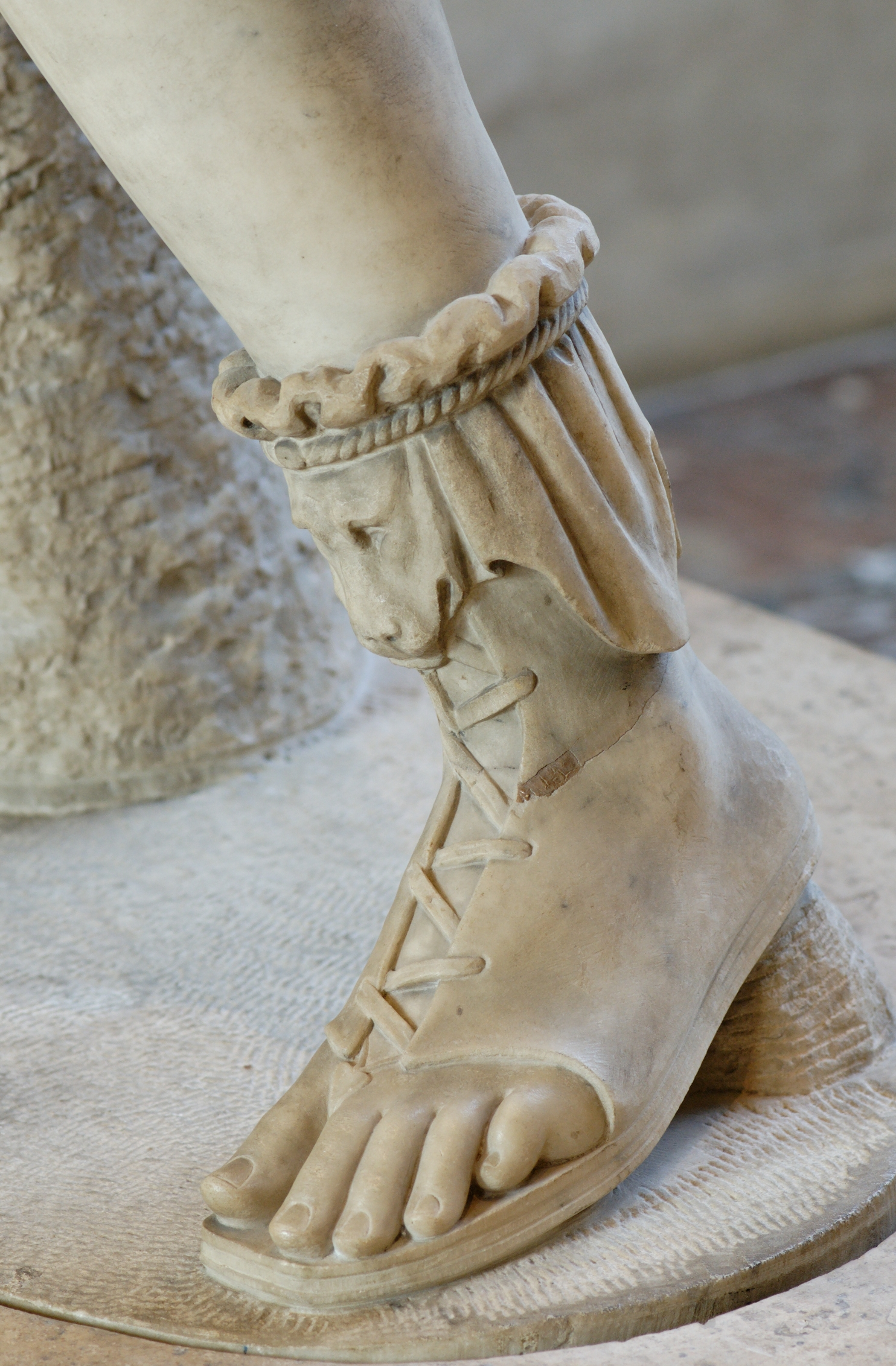
Calzatura greca.

Principale, e diffusissimo, modello di calzature greche erano i pedῖlon, una primitiva forma di sandali, costituita da un plantare di cuoio, ritagliato sulla forma del piede, a cui era assicurato tramite una serie di fasce che arrivavano sino al collo del piede. Tale calzatura si evolse nei sandάlia, più elaborati e resistenti, che nelle varianti femminili potevano persino essere colorati. L'evoluzione dell'arte calzolaia portò alla realizzazione delle krhpίς, scarpe aperte tipicamente maschili, da cui derivarono gli ἐndromίς, la cui allacciatura giungeva sino al ginocchio, ed erano tipiche della divisa militare. Le ἐmbάdeς, probabilmente di provenienza babilonese o tracia, furono fra i primi modelli di scarpe chiuse, sia maschili che femminili, prodotte in numerose varianti (basse o alte) e di differenti colori. Tipica scarpa femminile per le occasioni particolarmente formali, come cerimonie e matrimoni, era il diάbaqron, impreziosita da applicazioni in metalli. Le costosissime baucides erano invece le tipiche calzature delle etere, la cui caratteristica era di aumentare notevolmente l'altezza dell'indossatore, stessa caratteristica che contraddistingueva i coturni (kόqornoς), gli altissimi stivaletti indossati dagli attori tragici.
I principali centri di produzione di calzature si trovavano in Sicilia, nel Mar Nero, la Cirenaica e l'Asia minore, in cui i calzolai si occupavano tanto della conciatura delle pelli quanto della fabbricazione delle scarpe. La colorazione, avveniva con le stesse tecniche utilizzate per i tessuti, attraverso l'applicazione di cortecce vegetali, pigmenti di origini minerale o metallica e terra rossa.

## Copricapi

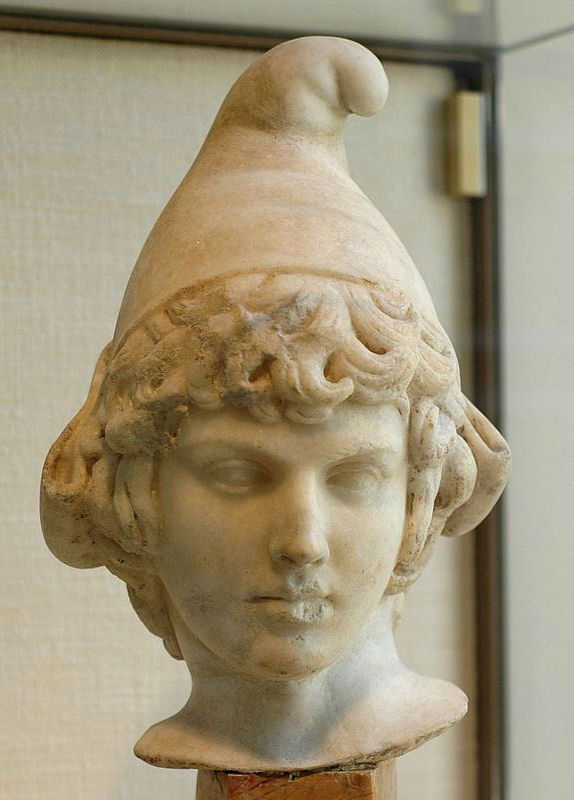
Attis con indosso il berretto frigio.

A differenza con i costumi della moda più recente, i copricapi nell'antica Grecia avevano una funzione meramente pratica, ed erano principalmente utilizzati per proteggere l'indossatore dai raggi del sole, durante il lavoro nelle campagne, o per proteggere dal freddo, come il ἀlwpekίς, realizzato in pelle di volpe. Il pῖloς invece era un copricapo in feltro destinato ai ceti più poveri, ed utilizzato principalmente a scopo "curativo" dai bambini e gli anziani. Le fattezze di tale copricapo potevano variare a seconda del luogo e della regione. La kausίa era un lungo cappello di feltro piatto, di origine macedone, mentre il berretto frigio era un copricapo conico con la punta ripiegata in avanti, di origine anatolica. L'unico cappello destinato alle donne era invece il krήdemnon, di forma simile al petaso maschile. Infine il polos (πόλος) era un copricapo di forma cilindrica o quadrangolare, tipico nelle rappresentazioni delle divinità femminili, ed effettivamente impegnato in cerimonie.

## Biancheria intima
Pochissime notizie sono giunte relative all'utilizzo di biancheria intima nella Grecia antica per coprire le parti intime. Si sa per certo che le donne utilizzassero una fascia di tessuto a mo' di reggiseno, chiamata stròphion. Alcune fonti riportano che spesso esso è indicato anche con i nomi di tainìa o di mìtra, molto probabilmente a seconda della forma e della grandezza dell'indumento.

## Materiali
Il materiale più utilizzato nella tessitura dei capi di abbigliamento era la lana. Più esotico e costoso era ritenuto invece il cotone, importato dall'Oriente. Anche il lino era utilizzato, principalmente nella realizzazione delle divise militari che necessitavano di essere più leggere e più pratiche. La coltivazione del lino però negli anni fu abbandonata e ripresa soltanto molti secoli dopo. Per i vestiti più costosi e raffinati era impiegato il bisso, una specie di seta naturale marina, ricavata da un filamento che secernono alcuni molluschi.
I colori maggiormente presenti nell'abbigliamento erano, ovviamente, il bianco naturale dei tessuti, ma anche alcune colorazioni naturali come il giallo, il turchese, il vinaccia. Meno comune era il rosso, in quanto la tecnica di colorazione impiegata, prevedeva l'utilizzo della porpora, e rendeva notevolmente più alti i costi di produzione. Tuttavia il rosso era il colore che veniva indossato dalle etere e dai ballerini, quindi, in ogni caso era ben poco diffuso.